# Juhos Katalin
Juhos Katalin Mária (Budapest, 1964. november 22. –) magyar ügyvéd, politikus, országgyűlési képviselő.

## Életpályája

### Iskolái
A József Attila Gimnáziumban érettségizett. 1983–1985 között a Nehézipari Műszaki Egyetem hallgatója volt. 1985–1988 között az Eötvös Loránd Tudományegyetem Jogtudományi Karának hallgatója volt.

### Pályafutása
1990-től ügyvédként dolgozott.

### Politikai pályafutása
1990 óta a Fidesz tagja. 1990–1994 között Budapest XI. kerületének alpolgármestere volt. 1997-től a Fidesz XI. kerületi csoportjának elnöke, a budapesti választmány alelnöke. 1994–1998 között, valamint 2002–2003 között a Fővárosi Közgyűlés tagja volt. 1994-ben, 1998-ban és 2002-ben országgyűlési képviselőjelölt volt. 1998-ban a Miniszterelnökségi Hivatal belügyi és igazságügyi referatúrájának vezetője volt. 1998–2002 között Budapest XI. kerületének polgármestere (Fidesz-MDF-FKGP-MDNP) volt. 2002-ben a Kulturális és sajtó bizottság tagja volt. 2002–2006 között országgyűlési képviselő, frakcióigazgató, 2004–2006 között frakcióvezető-helyettes volt. 2002–2006 között önkormányzati képviselő volt. 2002-ben és 2006-ban polgármesterjelölt (Fidesz, illetve Zöld Demokraták Szövetsége) volt. 2003-ban az óvoda- és iskolabezárások okait vizsgáló bizottság tagja volt.

## Családja
Szülei: Juhos László villamosmérnök és Bilicsi Katalin kozmetikus voltak. 1992–1997 között Németh Zoltán volt a párja. Két fiuk született: Zsolt Rudolf (1992) és Benjámin Lóránt (1994). 2000-től Riedel René (1966-) közgazdász a férje.